# Estación Saint-Catherine/Sint-Katelijne
La estación Sainte Catherine/Sint Katelijne (Santa Catalina) es una estación del sistema de metro de Bruselas localizada en la capital belga de Bruselas. Se encuentra entre el "Quai aux Briques/Baksteenkaai" y el "Quai du Bois à Brûler/Brandhoutkaai," cerca de la iglesia de Santa Catalina, que le da a la estación su nombre. La estación fue inaugurada cuando la primera línea de metro de Bruselas fue convertida de premetro a metro convencional. Actualmente da servicio a las líneas 1 y 5, anteriormente conocidas como 1B y 1A respectivamente; que en este punto comparten las mismas vías.
La estación fue abierta el 13 de abril de 1977, siendo una corta extensión de la estación aledaña de De Brouckère. Hasta 1981, con la apertura de la extensión hasta Beekkant, esta estación era el término occidental del metro.
La estación es única en Bruselas por el hecho de estar ubicada en los terrenos de una dársena de un viejo puerto. Debido a esto, el túnel del metro es muy estrecho en este punto, siendo una de las pocas de la ciudad que carecen de un entresuelo subterráneo.
Debido a la cercanía con los cimientos de la iglesia que le da nombre y de los antiguos muros de la ciudad, la línea que sale hacia el este tiene la curva más cerrada de todo el sistema de metro de la ciudad, lo que ha hecho que se impongan fuertes límites de velocidad en este punto.

## Decoración
Entre finales de 2006 y 2007, la parte subterránea de la estación sufrió una profunda renovación dándole un aspecto más moderno bajo y sobre tierra. Ahora, los muros que recorren los laterales de los andenes están decorados con baldosas simulando tulipanes.